# VC Markranstädt
Le VC Markranstädt est un club de volley-ball allemand basé à Markranstädt, évoluant au plus haut niveau national (1. Bundesliga).

## Palmarès
Néant.

## Effectif de la saison en cours
Entraîneur : Michael Mücke  Allemagne ; entraîneur-adjoint : Sven Heimpold  Allemagne
| Numéro | Nom                  | Taille | Nationalité    |
| 1      | Adrian STRYDOM       | 1,82   | Afrique du Sud |
| 2      | Axel ROSCHER         | 1,88   | Allemagne      |
| 3      | Dirk BINSCH          | 1,97   | Allemagne      |
| 4      | Vladimir COHAR       | 1,93   | Croatie        |
| 5      | Moritz WINDEMUTH     | 1,94   | Allemagne      |
| 8      | Nico RIESE           | 1,85   | Allemagne      |
| 9      | Alexander PLASCHNICK | 1,98   | Allemagne      |
| 10     | Eric KORENG          | 1,90   | Allemagne      |
| 11     | Igor WIEDERSCHEIN    | 1,96   | Allemagne      |
| 16     | Daniel KNOPF         | 2,01   | Allemagne      |
| 18     | Christian LANGER     | 2,02   | Allemagne      |